# William Philips Biddle
William Philips Biddle, ameriški general marincev, * 15. december 1853, Filadelfija, Pensilvanija, ZDA, † 25. februar 1923, Nica, Francija. 

## Življenjepis
Osnovno šolanje je opravil v različnih zasebnih šolah v bližini rojstnega mesta. Diplomiral je na Univerzi Pensilvanije.
22. junija 1875 je bil sprejet v Korpus mornariške pehote Združenih držav Amerike kot poročnik.
Sprva je krajši čas opravljal različne dolžnosti v Washingtonu, New Yorku in Filadelfije, nakar je bil poslan na ladijske krove; tri leta je preživel na USS Hartford in USS Powhatan. Potem je bil poslan v Filadelfijo in New York, dokler ga niso marca 1882 spet premestili na ladjo, tokrat na USS Swarta. Februarja 1891 se je vrnil v Filadelfijo. Junija 1895 je bil dodeljen USS Baltimore, čeprav je bil kmalu premeščen na USS Olympia, na krovu katere se je udeležil špansko-ameriške vojne in sodeloval v bitki za Manilski zaliv.
Kmalu po koncu vojne se je vrnil v Filadelfijo, a je bil kmalu imenovan za poveljnika 4. bataljona marincev, ki je bil leta 1900 poslan v Peking. Ko so zatrli boksarsko vstajo, je bil njegov bataljon dodeljen 1. marinske brigade, ki je bil nastanjen na Filipinih; tam je ostal dobri dve leti, nakar se je vrnil na poveljstvo korpusa. Decembra 1903 je bil postavljen za poveljnika bataljona, ki je bil poslan v Panamo; tam je prisostvoval razglasitvi neodvisnosti nove države. Potem se je spet vrnil v Filadelfijo in na poveljstvo korpusa.
1906 se je vrnil na Filipine, kjer je prevzel poveljstvo 1. marinske brigade za dve leti. Maja 1908 se je vrnil na poveljstvo, bil poslan v Filadelfijo in nato v Panamo, kjer je varoval izgradnjo Panamskega kanala in bil pripravljen na morebitni poseg v sosednjo Nikaragvo. Aprila 1910 se je vrnil na poveljstvo. V zadnjih mesecih poveljstva generalmajorja Elliotta je opravljal večino nalog komandanta.
3. februarja 1911 je postal generalmajor-komandant Korpusa mornariške pehote Združenih držav Amerike. V času svojega mandata se je okvarjal predvsem z obrobnimi nalogami ter prvo intervencijo v Nikaragvi ter ustanovitvijo Predhodne bazne sile (december 1913), predhodnice današnje FMF.
Po skoraj treh letih poveljevanja korpusu je zaprosil za upokojitev (kot razlog je navedel več kot 30-letno služenje) in bil 24. februarja 1914 upokojen. Po vstopu ZDA v prvo svetovno vojno je bil reaktiviran in je služil večinoma na vojaških sodiščih v San Diegu (Kalifornija).
25. februarja 1923 je umrl v francoski Nici in bil pokopan mesec pozneje na pokopališču Arlington z vsemi vojaškimi častmi.

## Odlikovanja
neznano

## Napredovanja
- 22. junij 1875 - poročnik
- ? - nadporočnik
- 1894 - stotnik
- ? - major
- 23. marec 1903 - podpolkovnik
- Februar 1905 - polkovnik
- ? - brigadni general
- 3. februar 1911 - generalmajor